# Helianthemum ovatum
Helianthemum ovatum là một loài thực vật có hoa trong họ Nham mân khôi. Loài này được Dun. mô tả khoa học đầu tiên.